# Formica nitidiventris
Formica nitidiventris é uma espécie de formiga do gênero Formica, pertencente à subfamília Formicinae.